# Hermann Jónasson
Hermann Jónasson (ur. 25 grudnia 1896 w Skagafjörður, zm. 22 stycznia 1976 w Reykjavíku) – islandzki polityk, premier Islandii w latach 1934–1942 i 1956–1958.

## Działalność polityczna
Był wieloletnim działaczem Partii Postępu, a w latach 1944–1962 jej przywódcą. Od 28 lipca 1934 do 16 maja 1942 był premierem i ministrem sprawiedliwości w czterech gabinetach. W latach 1950–1953 był ministrem rolnictwa w rządzie Steingrímura Steinþórssona. 24 lipca 1956 ponownie został premierem i utworzył swój piąty gabinet, w którym również objął tekę ministra sprawiedliwości i na tych stanowiskach pozostał do 23 grudnia 1958. Jego rząd w 1958 powziął uchwałę o rozszerzeniu islandzkich wód terytorialnych do 12 mil.

## Życie prywatne
Jego rodzicami byli Jónas Jónsson (1856–1941) i Pálína Guðný Björnsdóttir (1866–1949).
W 1925 ożenił się z Vigdís Oddný Steingrímsdóttir (1896–1976), z którą miał troje dzieci, w tym m.in. syna Steingrímura Hermannssona.